# Ленинградский механический завод имени Карла Либкнехта
Ленинградский механический завод имени Карла Либкнехта (АО «ЛМЗ им. К. Либкнехта») — российское машиностроительное предприятие оборонно-промышленного комплекса, расположенное в   Санкт-Петербурге. Производит детали и изделия для комплектации сложных комплексов и систем. 

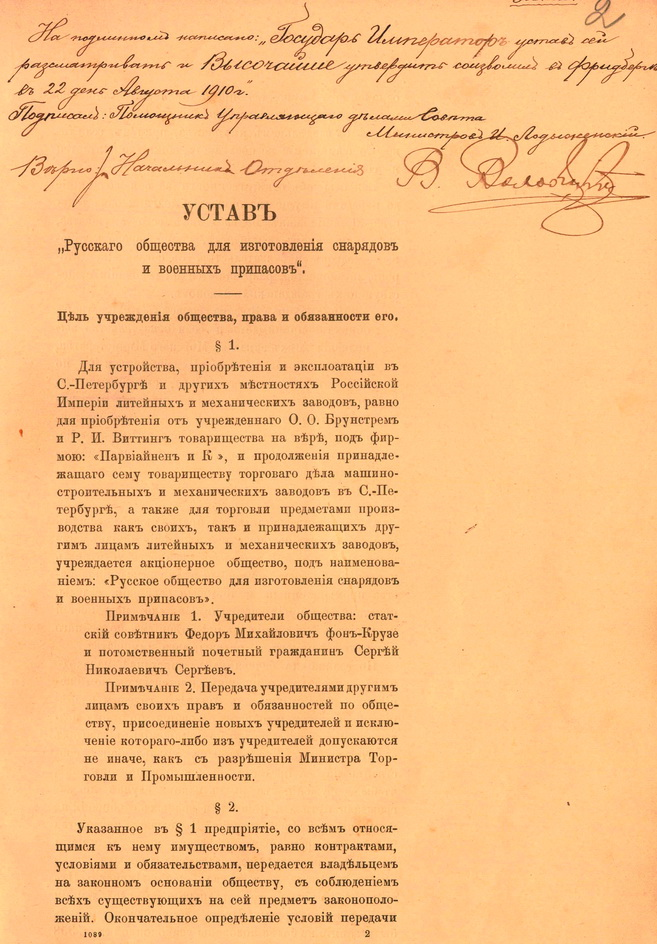
Устав Русского общества для изготовления снарядов и военных припасов «Парвиайнен», в дальнейшем — Ленинградский механический завод им. К. Либкнехта

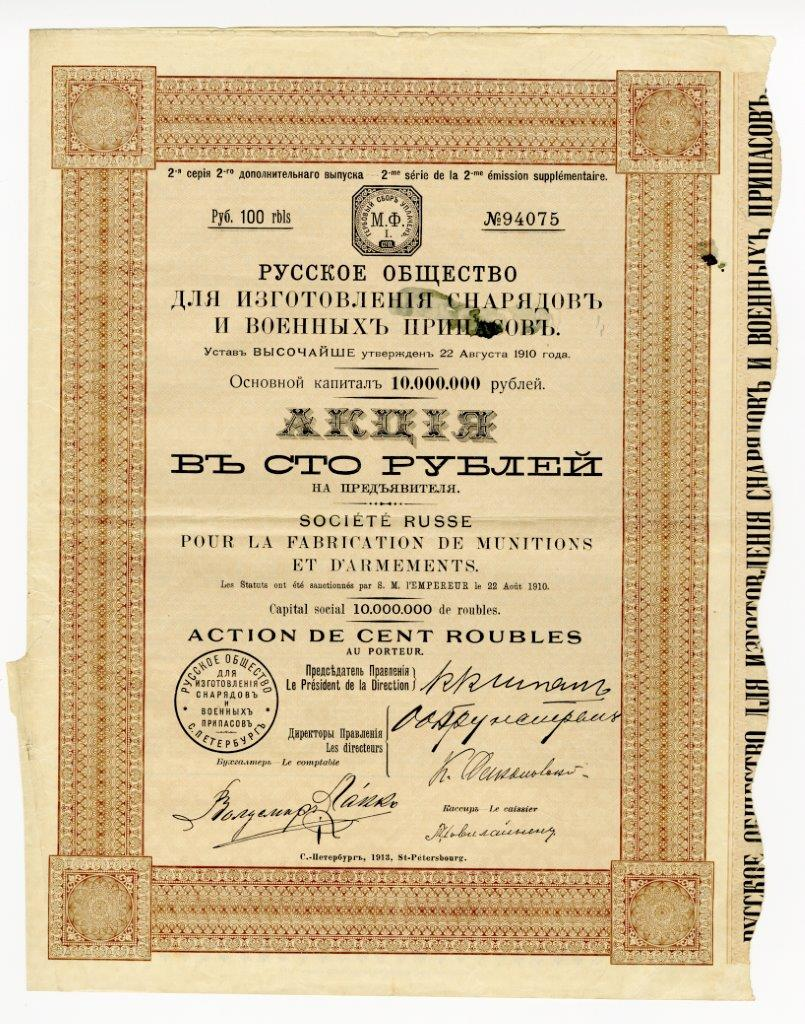
Акция в 100 руб. на предъявителя Русского общества для изготовления снарядов и военных припасов. С.-Петербург, 1913 г.

## История
В 1910 году в Петербурге учреждается акционерное общество «Русское общество для изготовления снарядов и военных припасов». Свою деятельность оно начало с приобретения у фирмы «Парвиайнен и Ко» снарядного завода на Выборгской наб., дом 15. С целью дальнейшего увеличения прибылей, Общество решило купить участок земли площадью около 9140 саж.² на Чугунной ул., дом 2 и построить там новый механический завод для производства минного снаряжения и снарядов для Военно-морского флота, а также Сталелитейный завод, для обеспечения обоих заводов качественными заготовкам.
18 июня 1911 года совершена купчая крепость на приобретении земли, а 15 октября 1911 года зафиксирован факт начала производства продукции на новом заводе, который было решено именовать «Минный завод», в отличие от завода на набережной, названного «Снарядный». (Однако, в рабочей среде Выборгской стороны прижились другие названия этих заводов: Снарядный — «Старый Парвиайнен», а «Минный» — «Новый Парвиайнен». Впоследствии эти названия перешли и в деловую переписку).
Во время первой мировой войны завод выпускал снаряды для наземной и морской артиллерии, морские мины, торпеды авиационные бомбы.
После национализации завода в 1918 году, управление им перешло в руки заводского комитета. В то время завод назывался «Руссонац» и входил в Трест заводов среднего машиностроения Северного района, а так как заказов ни изготовление снарядов не было, он занимался производством металлической посуды (в том числе — эмалированной). Имя «Карла Либкнехта» ему было присвоено в 1920 г, вероятно, на волне митинговой активности, так как официальных документов об этом в архивах не обнаружено.
В 1922 году было принято решение о консервации завода.
В конце 1926 года Совет народных комиссаров СССР принял решение о восстановлении на заводе снарядного производства.
В 1929 году, хотя реконструкция завода ещё не закончилась, начался выпуск продукции: это были серийные партии 122 мм фугасных и 76 мм дальнобойных снарядов, а также опытные партии 120 мм осветительных и ныряющих снарядов. Кроме этого завод выпускал детали роликовых транспортёров для угольных шахт Донбасса и Кузбасса, комплектующие детали для тракторов.
В январе 1931 года выходит первый номер заводской многотиражки «Набат», которая активно освещала производственную и общественную жизнь завода. Впоследствии газета изменила название на «Металлист» и выходила она до 1993 года.
С началом ВОВ, заводу также было поручено оказать помощь группе заводов в организации снарядного производства. Наш завод выпускал бронебойные снаряды калибра 45 мм, 3-х дюймовые фугасные и осколочные снаряды, фугасные и осколочные мины для минометов калибра 120 мм, а также корпусные детали реактивных снарядов для «Катюши».
С 1944 года завод освоил выпуск бронебойных снарядов калибра 85 мм. Завод работал по непрерывному графику, а места ушедших на фронт мужчин, заняли женщины и подростки.
В конце 1945 года заводу было поручено освоить производство бытовых газовых плит и через год- производство агрегатов для борьбы с сельскохозяйственными и лесными вредителями.
В конце 1948 года закончилось восстановление литейного цеха, и он приступил к производству тюбингов для Ленметростроя, для механической обработки которых был построен специальный механический цех (№ 10).
С 1954 года литейный цех был перепрофилирован на производство литья для трактора «Беларусь» (впоследствии «ЮМЗ-6»), которое производил до 1993 года. В составе литейного цеха были также участки литья по выплавляемым моделям и литья под давлением, которые обеспечивали литыми заготовками все, выпускаемые на заводе изделия.
Номенклатура изделий гражданского профиля постоянно расширялась: одноцилиндровый двигатель Д-300 (в цехе № 3), ходоуменьшитель и приводной шкив к трактору «Беларусь» и мототележка АК-1 для межцехового транспорта (в цехе № 2), вертикально-фрезерный станок ВФПГ-42 (в цехе № 10), мясорубка бытовая со сменными ножами, сувенирные изделия и товары народного потребления: сапожный инструмент, отвертка с гибким валом, алюминиевые кастрюли и сковороды, спичечница магнитная, масляный фильтр для а/м «Москвич» и «Жигули», приспособления и инструмент для автолюбителей (в цехе № 1).
В сфере оборонного производства завод выпускал как опытные, так и серийные партии снарядов различного назначения. С начала 1970-х годов завод специализируется на производстве фугасных и подкалиберных бронебойных снарядов для гладкоствольных танковых пушек.
Важной вехой в истории завода является факт создания в составе завода СКБ, основная задача которого была — разработка оборудования для механизации и автоматизации технологических процессов основного производства своего завода и аналогичных заводов отрасли.
СКБ были разработаны:
- серия станков «Алмаз» — для шлифовки сферических линз;
- серия токарных станков «Таран», «Финал», «Копир», «Пик» и др.;
- станок глубокого сверления «СГС-1»;
- гамма магнитных дефектоскопов для контроля сплошности металла;
- большое количество контрольных автоматов для проверки размеров и массы деталей.

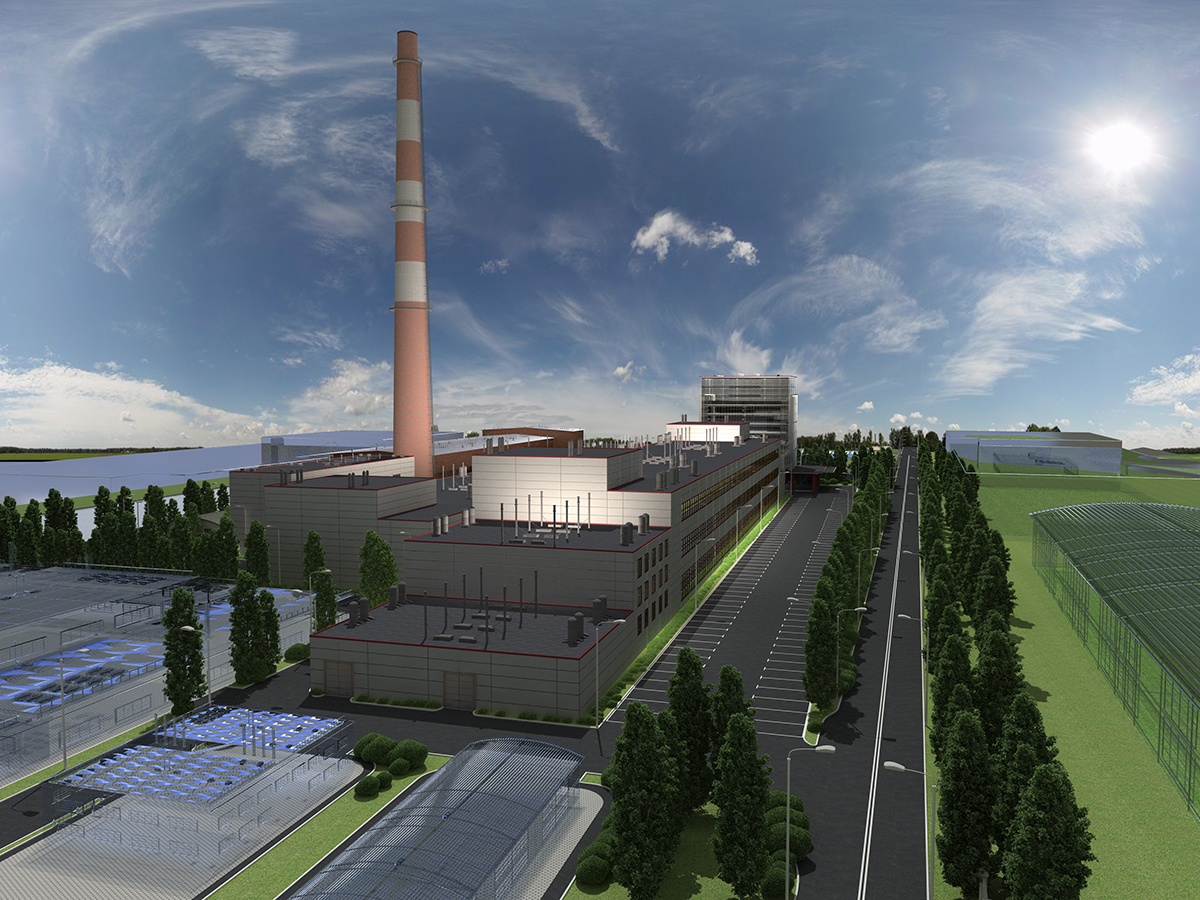
Проект завода

Все эти станки изготовлялись на заводе для собственного производства и для других предприятий отрасли. Кроме того, СКБ разрабатывало, а экспериментальный цех изготовлял, опытные образцы средств механизации и автоматизации по заказам других предприятий города.
Экономические условия, возникшие после распада СССР в начале 1990-х годов, нанесли заводу ущерб: в новых экономических условиях продукция завода стала никому не нужна. Отсутствовал госзаказ по снарядному производству. Полностью были утрачены: литейное производство, моторостроение, станкостроение и производство товаров народного потребления. Прекратило свою деятельность и СКБ: высококлассные специалисты (бывшие медалисты и призёры ВДНХ) вынуждены были уволиться с завода. Усилиями администрации завода были сохранены вспомогательные службы: ЦЗЛ, гальванический цех, энергослужба и минимальный состав заводоуправления и КТО. В снарядном цехе небольшая группа ИТР и рабочих занималась изготовлением деталей для автопрома, да на территории 2-го цеха функционировал участок, который изготовлял гидроцилиндры для Минского тракторного завода. Освободившиеся цеха были сданы в аренду, и за счет этой арендной платы завод платил за энергоресурсы и налоги, а на зарплату денег иногда не хватало, и люди месяцами не получали зарплату. Так завод существовал несколько лет.
В 2007 году от АО «Научно-исследовательского машиностроительного института» (НИМИ) поступил заказ на изготовление опытной партии подкалиберного снаряда калибра 152 мм, а затем ещё нескольких вариантов снарядов. Для выполнения этих заказов потребовалось установить в цехе № 9 несколько новых станков с программным управлением, а также восстановить электропечь ПАП-3 м и установить новую электропечь «Корунд» для нагрева деталей в «кипящем» слое с защитой от окисления.